# Staatsstraße 11
Die Staatsstraße 11  (S 11) ist eine Staatsstraße in Sachsen.

## Verlauf
Die S 11 beginnt in Frohburg an der Kreuzung mit der ehemaligen Bundesstraße 95, der jetzigen Staatsstraße 51. Nach der Querung der Bahnstrecke nach Leipzig verlässt die S 11 Frohburg in nördlicher Richtung. Geplant ist ein Neubau im Zuge der Errichtung der Anschlussstelle Frohburg der Bundesautobahn 72. Zurzeit wird diese ohne Auffahrmöglichkeiten unterquert.

Die S 11 führt vorbei an Nenkersdorf zum Schönauer Kreuz und über den Kreisverkehr geradeaus nach Flößberg. Hier wird die S 11 durch die Bundesstraße 176 unterbrochen. Ab dem Wiederbeginn in Bad Lausick geht es erneut in nördlicher Richtung nach Grimma. Im Zentrum unterbricht die Bundesstraße 107 kurz die S 11. Am Wiederbeginn wird zunächst die Mulde über eine Brücke überquert. Ab hier folgt sie dem rechten Ufer der Mulde über Wurzen, und Eilenburg nach Bad Düben. Anschließend führt sie noch bis zur Landesgrenze im Norden.

## Galerie

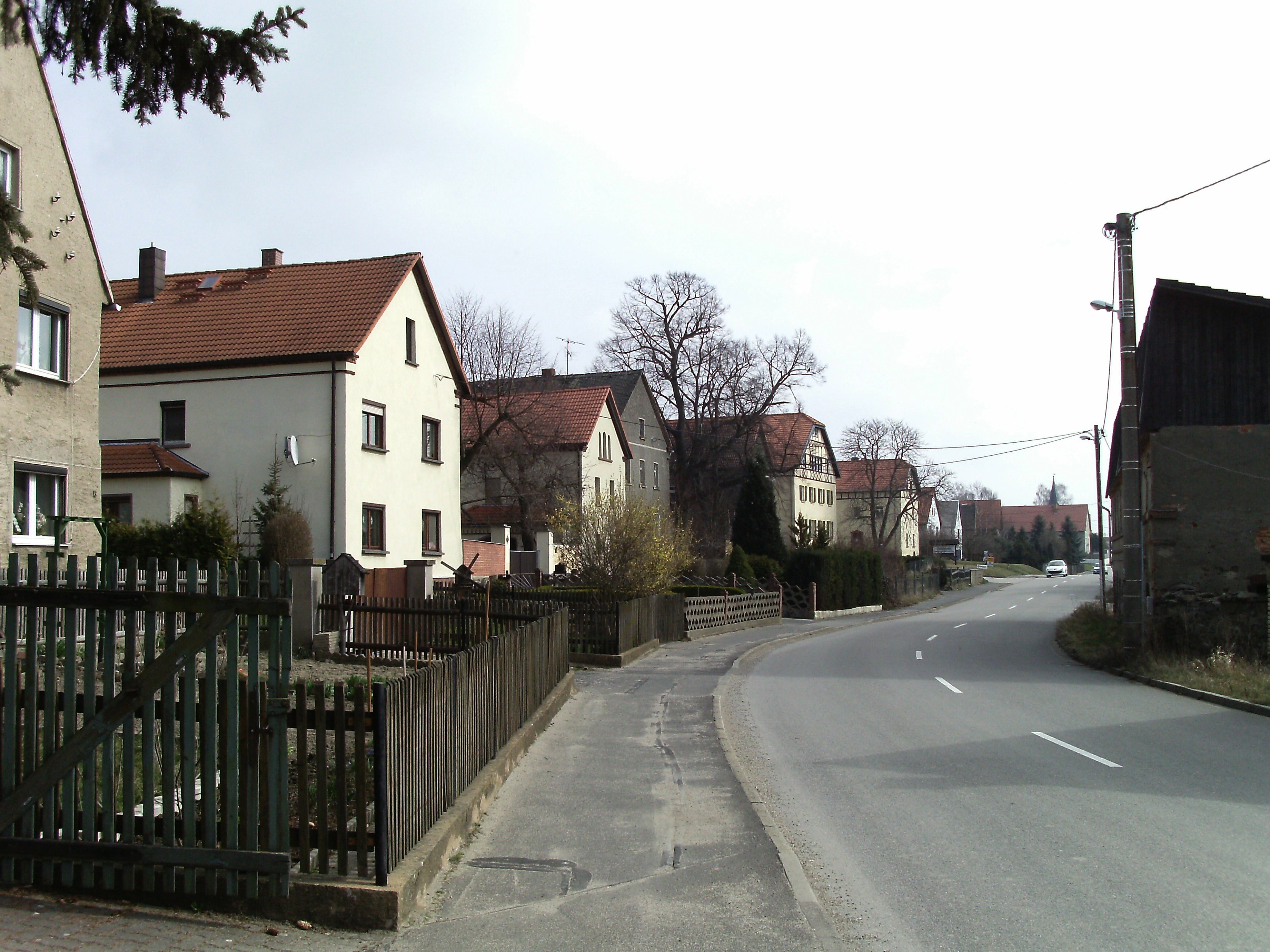
S11 in Etzoldshain bei Bad Lausick
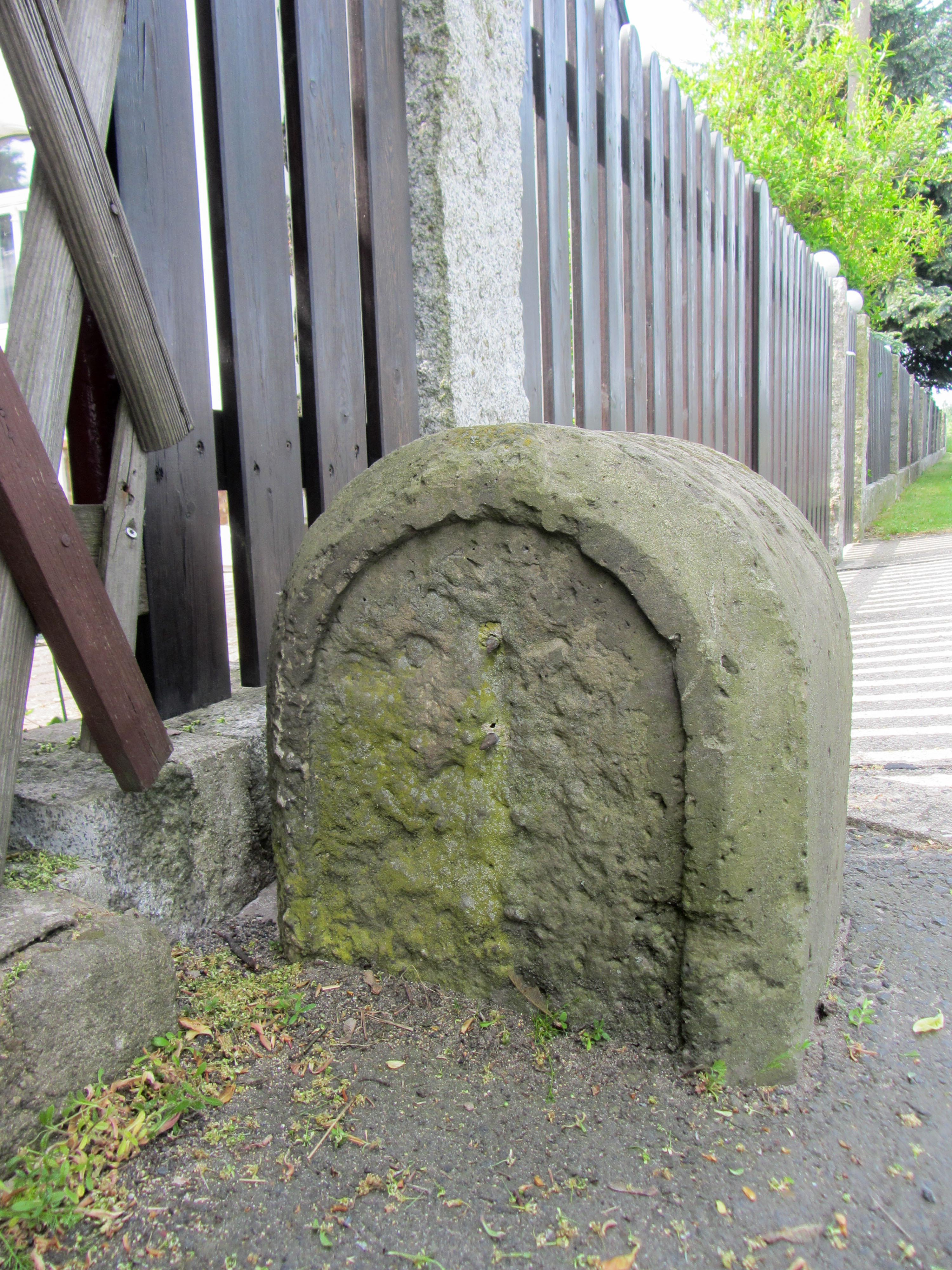
Königlich-Sächsischer Ganzmeilenstein an der S 11 in Kleinbardau
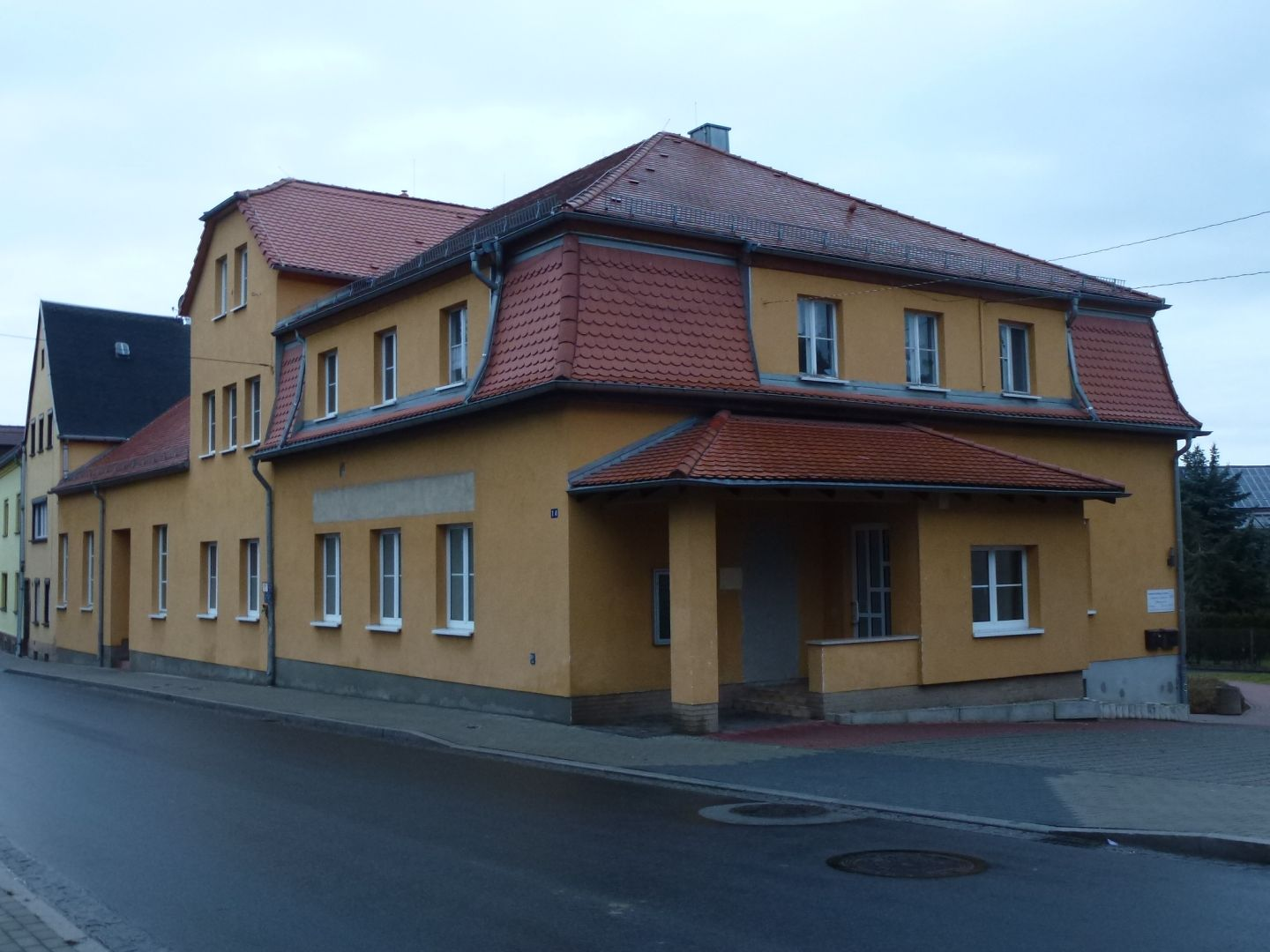
Rathaus Großbardau
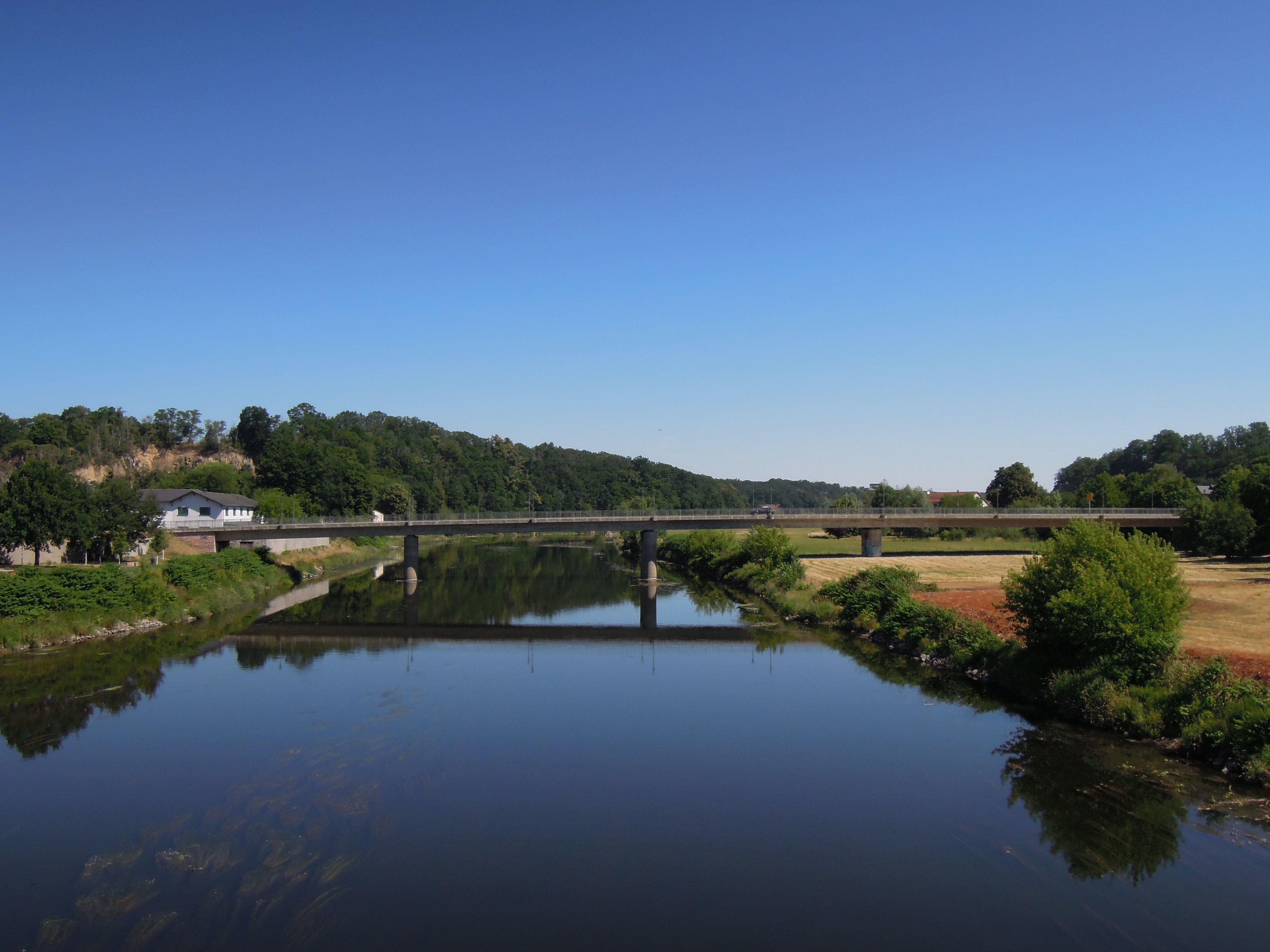
S 11 in Grimma
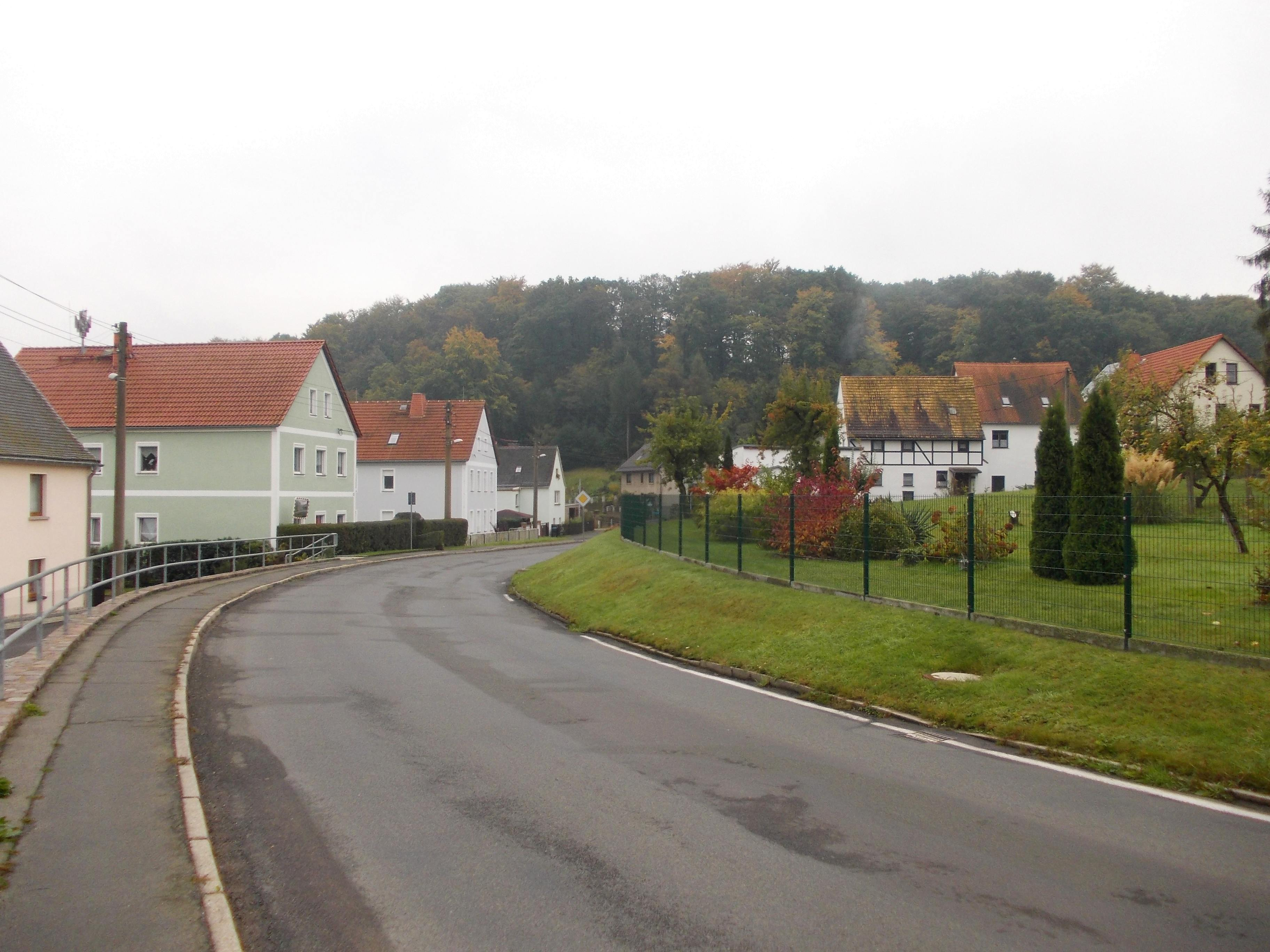
Nerchauer Landstraße in Dorna
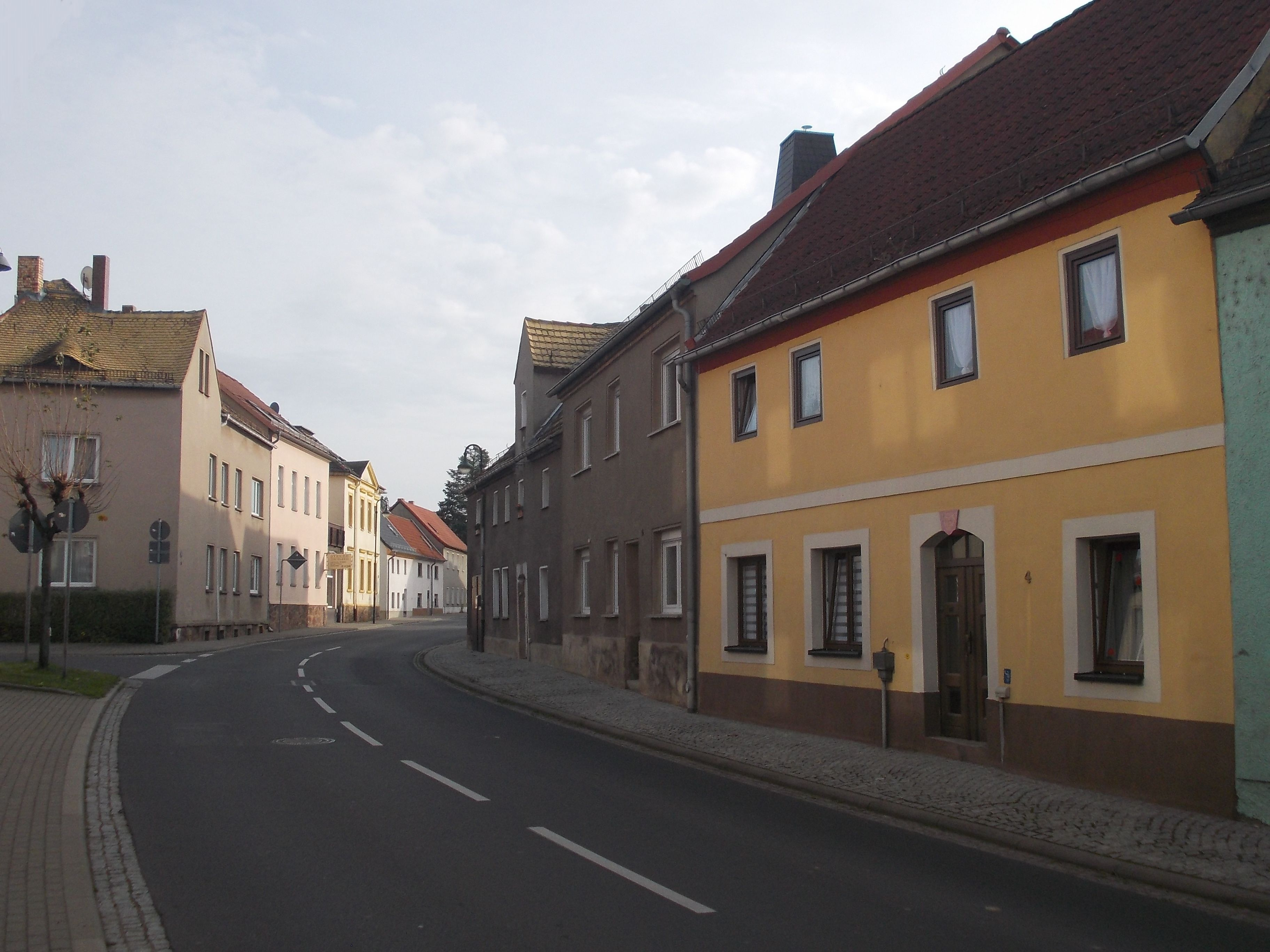
Grimmaische Straße in Nerchau